# Electro Glide in Blue
Electro Glide in Blue är ett album från 1997 av den brittiska gruppen Apollo 440.

## Låtlista
1. Stealth Overture (instrumental)
2. Ain’t Talkin’ ’Bout Dub
3. Altamont Super Highway revisited
4. Electro Glide in Blue
5. Vanishing Point
6. Tears of the Gods
7. Carrera Rapida
8. Krupa
9. White Man’s Throat
10. Pain in Any Language
11. Stealth Mass in F#m
12. Raw Power